# Hossein Tavakkoli
Hossein Tavakkoli (persiska: حسین توکلی), född 10 januari 1978 i Mahmudabad i Mazandaran i Iran är en iransk tyngdlyftare. Han vann en guldmedalj vid olympiska sommarspelen 2000.